# All Things Must Pass
All Things Must Pass là ấn bản đa album solo đầu tay của ca sĩ - nhạc sĩ George Harrison. Được phát hành vào năm 1970, album này bao gồm những ca khúc nổi tiếng như "My Sweet Lord" và "What Is Life", cùng với đó là những ca khúc như "Isn't It a Pity" hay ca khúc tiêu đề gợi liên tưởng về những năm tháng đẹp đẽ của Harrison với ban nhạc cũ của mình là The Beatles. Album cũng cho thấy những ảnh hưởng rõ rệt đối với cá nhân Harrison bên ngoài hoạt động của ban nhạc trong giai đoạn 1968-1970 cùng Bob Dylan, The Band, Delaney & Bonnie, Billy Preston và nhiều nghệ sĩ khác, mặt khác cũng đã chứng minh sự trưởng thành rõ rệt của Harrison trong vai trò nhạc sĩ chứ không phải là nhạc công cho John Lennon và Paul McCartney như trước kia. All Things Must Pass cũng đã giới thiệu tiếng chơi guitar riff đặc trưng của Harrison, cùng với đó là những chủ đề tâm linh còn xuyên suốt sự nghiệp solo sau này của anh. Ấn bản gốc đĩa than phát hành bao gồm 2 LP và 1 album jam có tên Apple Jam. Rất nhiều người cho rằng phần hình bìa album thực hiện bởi Barry Feinstein khi chụp Harrison ngồi trong khu vườn nhà mình, giữa bốn con búp bê lớn, chính là để nói lên tính độc lập của anh với quá khứ cùng The Beatles.
Album được bắt đầu thu tại Abbey Road Studios vào tháng 5 năm 1970 với phần ghi đè và trộn âm được thực hiện chủ yếu trong tháng 10. Danh sách nghệ sĩ tham gia thu âm là vô cùng lớn, bao gồm Eric Clapton và nhóm Delaney & Bonnie and Friends (mà 3 trong số họ sau này lập nên nhóm Derek and the Dominos cùng Clapton), Ringo Starr, Gary Wright, Preston, Klaus Voormann, John Barham, Badfinger và Pete Drake. Quá trình thu âm này cho ra đời album-kép với nhiều sản phẩm tốt, trong đó hầu hết là những sáng tác chưa từng được phát hành của Harrison.
All Things Must Pass sớm nhận được rất nhiều đánh giá tích cực, và cùng với việc đứng đầu tại nhiều quốc gia, album cũng có được những thành công thương mại nhất định. Đồng sản xuất Phil Spector đã sử dụng kỹ thuật Wall of Sound của mình để tạo ra hiệu ứng âm thanh cho album. Ben Gerson của tạp chí Rolling Stone miêu tả đây là "một sản phẩm kinh điển của Spector, Wagner và Bruckner; một thứ âm nhạc của những ngọn núi hùng vĩ nhất và của những chân trời rộng lớn nhất." Bất ngờ về sự tự tin của Harrison trong những bước đi đầu tiên thời kỳ hậu-Beatles, Richard Williams của tờ Melody Maker đã liên tưởng tới hình ảnh của Greta Garbo trong bộ phim nói đầu tiên của mình khi viết: "Garbo đang nói! – Harrison đang tự do!". Rất nhiều đánh giá cho rằng All Things Must Pass là album xuất sắc nhất trong số những album solo của các Beatle.
Tháng 3 năm 2001, vào đúng dịp kỷ niệm 30 năm phát hành album, All Things Must Pass được nhận chứng chỉ 6x Bạch kim từ RIAA. Năm 2012, Rolling Stone xếp album ở vị trí số 433 trong danh sách "500 album vĩ đại nhất".

## Danh sách ca khúc
Tất cả các ca khúc đều được soạn và sáng tác bởi George Harrison, các sáng tác khác được ghi chú bên.

### Ấn bản gốc
Mặt A
1. "I'd Have You Anytime" (Harrison, Bob Dylan) – 2:56
2. "My Sweet Lord" – 4:38
3. "Wah-Wah" – 5:35
4. "Isn't It a Pity" (bản 1) – 7:10

Mặt B
1. "What Is Life" – 4:22
2. "If Not for You" (Dylan) – 3:29
3. "Behind That Locked Door" – 3:05
4. "Let It Down" – 4:57
5. "Run of the Mill" – 2:49

Mặt C
1. "Beware of Darkness" – 3:48
2. "Apple Scruffs" – 3:04
3. "Ballad of Sir Frankie Crisp (Let It Roll)" – 3:48
4. "Awaiting on You All" – 2:45
5. "All Things Must Pass" – 3:44

Mặt D
1. "I Dig Love" – 4:55
2. "Art of Dying" – 3:37
3. "Isn't It a Pity" (bản 2) – 4:45
4. "Hear Me Lord" – 5:46

Mặt E (Apple Jam)
1. "Out of the Blue" – 11:14
2. "It's Johnny's Birthday" (Bill Martin, Phil Coulter, Harrison) – 0:49
3. "Plug Me In" – 3:18

Mặt F (Apple Jam)
1. "I Remember Jeep" – 8:07
2. "Thanks for the Pepperoni" – 5:31

### Bản chỉnh âm năm 2001
Mặt A
Các ca khúc từ 1-9 bao gồm mặt A và B của ấn bản gốc, cùng với đó là bonus track
1. "I Live for You" – 3:35
2. "Beware of Darkness" (acoustic demo) – 3:19
3. "Let It Down" (bản nháp) – 3:54
4. "What Is Life" (bản nháp/thu lỗi) – 4:27
5. "My Sweet Lord (2000)" – 4:57

Mặt B
Các ca khúc từ 1-9 bao gồm mặt C và D của ấn bản gốc, cùng với đó là các ca khúc của Apple Jam. Các nghệ sĩ tham gia sáng tác đều đề nghị ghi rõ trong phần chú thích.
1. "It's Johnny's Birthday" (Martin, Coulter; phần lời mới bởi Mal Evans, Harrison, Eddie Klein) – 0:49
2. "Plug Me In" (Eric Clapton, Jim Gordon, Harrison, Dave Mason, Carl Radle, Bobby Whitlock) – 3:18
3. "I Remember Jeep" (Ginger Baker, Clapton, Harrison, Billy Preston, Klaus Voormann) – 8:07
4. "Thanks for the Pepperoni" (Clapton, Gordon, Harrison, Mason, Radle, Whitlock) – 5:31
5. "Out of the Blue" (Al Aronowitz, Clapton, Gordon, Harrison, Bobby Keys, Jim Price, Radle, Whitlock, Gary Wright) – 11:16